# Das Himmler-Projekt
Das Himmler-Projekt ist ein deutscher experimenteller Dokumentar-Spielfilm des Regisseurs Romuald Karmakar aus dem Jahre 2000. Er dokumentiert die erste der Posener Reden Heinrich Himmlers vom 4. Oktober 1943.

## Handlung
Am 4. Oktober 1943 hielt der „Reichsführer SS“ Heinrich Himmler im Rathaus von Posen im deutsch besetzten Polen eine mehr als dreistündige Geheimrede vor fast 100 Führern (Generälen) der SS. In Karmakars Film liest der Schauspieler Manfred Zapatka die Rede mit allen Versprechern, die Karmakar aus der Aufnahme der Rede herausgearbeitet hat. Himmler stellt zunächst die Lage für das Deutsche Reich im fünften Kriegsjahr im Sinne der NS-Propaganda dar. Dabei propagiert er die baldige Erschöpfung der Kriegsgegner Deutschlands; das Auseinanderbrechen der Anti-Hitler-Koalition sei absehbar, und ein deutscher „Endsieg“ stehe für ihn außer Frage. Es folgt eine Darstellung der internen Organisation und Moral der SS. Himmlers gesamter Redetext ist durchzogen von der NS-Rassenideologie, er ist insbesondere von der Minderwertigkeit des slawischen Untermenschen überzeugt und schwört seine hochrangigen Mitwisser und Mittäter der „Endlösung der Judenfrage“ auf die Notwendigkeit der Vernichtung des Judentums ein. Zapatka spricht den Text ohne erkennbare Emotion, ohne Kostüm, vor einer grauen Wand sitzend.
Die Abschrift der Rede wurde bei mehreren NS-Prozessen nach dem Kriege als Beweismaterial verwendet.

## Kritiken
„Durch den radikalen filmischen Minimalismus, der auf jede Form von Inszenierung verzichtet, wird ein beklemmender Blick ins Zentrum der NS-Ideologie möglich. Selten ist der kalte Kern eines menschenverachtenden Systems so unspektakulär und zugleich so präzise seziert worden.“

„Zapatka liest nüchtern, trocken, unbewegt. Keine Pose, keine Miene, keine Maskerade. Schon gar kein Nazi-Gehabe oder irgendein Schnurrbart-Firlefanz zur optischen Aufrüstung und moralischen Abschreckung. Ein hervorragender Schauspieler trägt die Rede eines hochintelligenten deutschen Politikers vor, der ein Völkermörder war.“

## Auszeichnungen
Die Uraufführung fand im Februar 2000 auf der Berlinale 2000 im Rahmen des Internationalen Forums des jungen Films statt. Am 3. November 2001 wurde der Film erstmals im öffentlich-rechtlichen Fernsehen auf 3sat gezeigt. Zapatka und Karmakar erhielten 2002 den Adolf-Grimme-Preis für ihr Konzept, die Regie und die Erzählweise in der Kategorie Dokumentarfilm.